# Імабарі
Імаба́рі (яп. 今治市, いまばりし, МФА: [imaboɾʲi ɕi̥]?) — місто в Японії, в префектурі Ехіме. Розташоване в північній частині префектури, на узбережжі Внутрішнього Японського моря.   Виникло на основі призамкового містечка самурайських родів Тодо і Мацудайра, що відігравало роль торгового порту на шляху з Західної Японії до столиці Кіото. Сусідні острови віддавна служили оплотом японських піратів флотилії Муракамі. Отримало статус міста 1920 року. Площа становить 419,89 км². Станом на 1 липня 2012 року населення складало 163 744  осіб, густота населення — 390 осіб/км².  Основою економіки є текстильна промисловість, зокрема виробництво рушників.
Ійо знаходиться . Місто виникло на основі.   Головною окрасою міста служить замок Імабарі.

## Історія
Засноване 11 лютого 1920 року шляхом злиття таких населених пунктів:
- містечка Ґунтю повіту Оті (越智郡)今治町)
- села Хійосі (日吉村)

16 січня 2005 року воно розширилося, поглинувши такі населені пункти на сусідніх островах:
- містечко Тамаґава повіту Оті (越智郡玉川町)
- містечко Наміката (波方町)
- містечко Онісі (大西町)
- містечко Кікума (菊間町)
- містечко Йосіумі (吉海町)
- містечко Міякубо (宮窪町)
- містечко Хаката (伯方町)
- містечко Каміура (上浦町)
- містечко Омісіма (大三島町)
- село Асакура (朝倉村)
- село Секідзен (関前村)